# Gor Minasyan
Gor Minasyan (n. 25 octombrie 1994, Gyowmri, Armenia) este un halterofil ce a reprezentat Armenia, medaliat olimpic. A participat la o ediție a Jocurilor Olimpice (2016) în care a câștigat o medalie de argint.